# Reprezentacja Serbii na Mistrzostwach Europy w Wioślarstwie 2007
Reprezentacja Serbii na Mistrzostwach Europy w Wioślarstwie 2007 liczyła 11 sportowców. Najlepszymi wynikiem było 1. miejsce w dwójce bez sternika mężczyzn.

## Medale

### Złote medale
dwójka bez sternika (M2-): Nikola Stojić, Goran Jagar

### Srebrne medale
czwórka bez sternika wagi lekkiej (LM4-): Veljko Urošević, Nenad Babović, Goran Nedeljković, Miloš Tomić

### Brązowe medale
Brak

## Wyniki

### Konkurencje mężczyzn
- dwójka bez sternika (M2-): Nikola Stojić, Goran Jagar – 1. miejsce
- czwórka bez sternika (M4-): Nenad Ninković, Čedomir Nikitović, Goran Todorović, Jovan Popović – 5. miejsce
- czwórka bez sternika wagi lekkiej (LM4-): Veljko Urošević, Nenad Babović, Goran Nedeljković, Miloš Tomić – 2. miejsce

### Konkurencje kobiet
- jedynka (W1x): Iva Obradović – 4. miejsce